# Puigcerver (Senterada)
Puigcerver es un pueblo del término municipal de Senterada, en el Pallars Jussá, provincia de Lérida. Está a un kilómetro en línea recta al sureste de su cabeza de partido judicial.

## Descripción
Se llega por una pista que sale del extremo noreste del pueblo de Senterada, en lo alto de la Avenida del Flamisell, de donde sale hacia levante para cruzar el río y subir, haciendo curvas , durante unos cuatro kilómetros, hasta que llega a Puigcerver.
Está situado en el extremo de poniente de una loma, de modo que queda colgado elevado al este del valle del Flamisell, al sureste de Senterada. El pueblo, casi totalmente destruido, formaba un recinto cerrado en el extremo de poniente, con una calle que conducía, siguiendo la cresta, desde levante, que es donde llegaba el camino, y la carretera actual, procedente de Senterada. Al lado de levante del pueblo estaba la iglesia y Casa Gasset, una de las casas de mayor importancia del pueblo. Otra casa también muy importante, posible heredera del castillo de Puigcerver por alguno de los elementos que conserva, está en la punta del pueblo, prácticamente encima del acantilado.

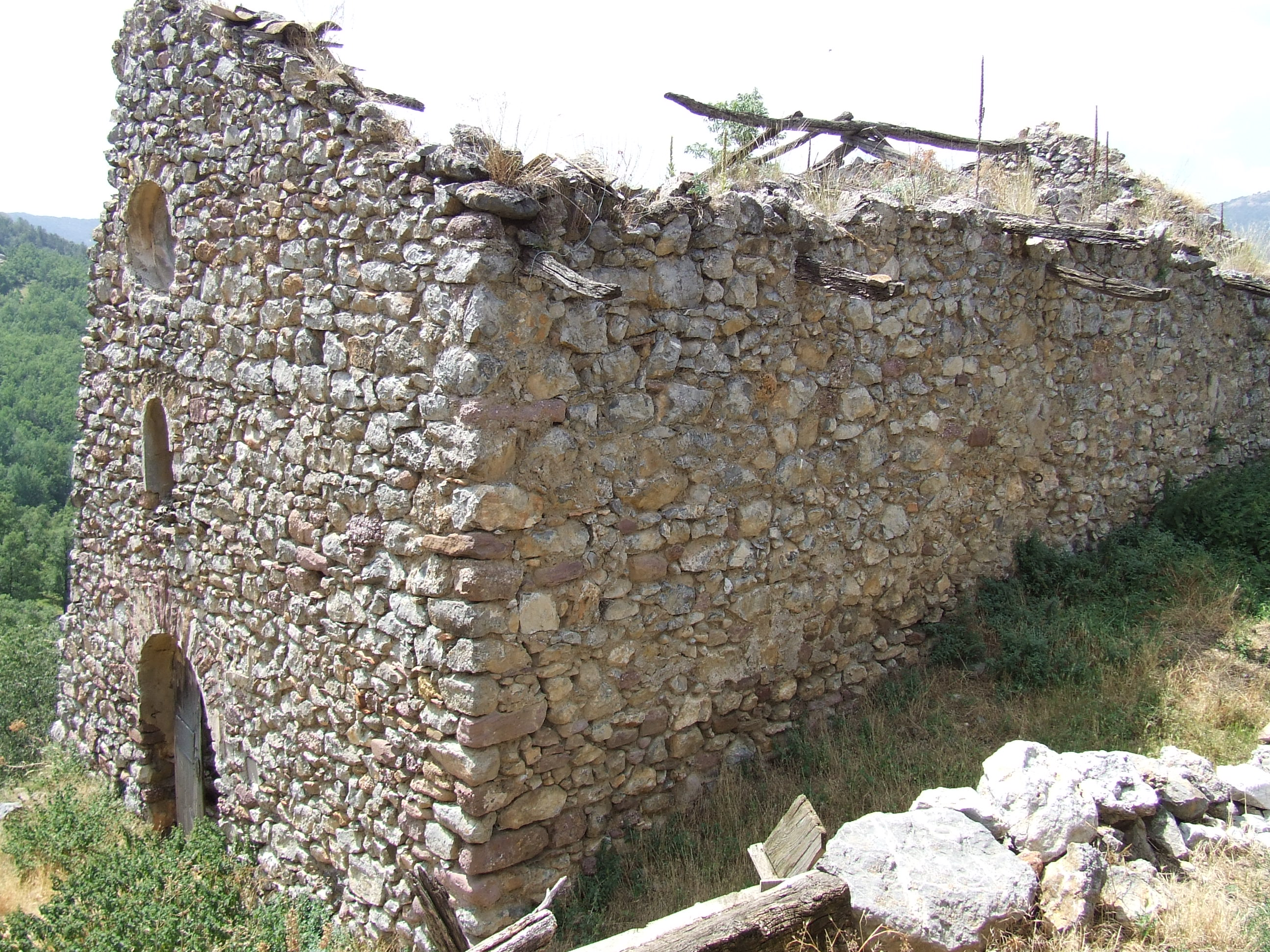
Ruinas de la antigua iglesia de San Salvador.

La iglesia de Puigcerver, que había dependido de Santa María de Gracia de Senterada, está dedicada a San Salvador. Tenía un campanario de torre en el ángulo noroeste, pero cayó a mediados del siglo XX, derrumbando una parte de la iglesia. Actualmente toda ella está en ruinas. En el pueblo hay, además, la capilla de la Virgen del Carmen en la casa Gasset.

## Etimología
Puigcerver es un nombre compuesto. Es descriptivo, y ya plenamente románico, es decir, formado ya dentro del catalán. Por un lado, se trata de un monte, es decir una montaña de no mucha altura, y por otra, evidencia la presencia de ciervos, de alguna de las clases abundantes antiguamente en el Pirineo. Se trata, pues, de la «montañita de los ciervos».

## Historia
En 1831 constan en Puigcerver, conjuntamente con Lluçà, 25 habitantes, y el señor del lugar era el Marqués de Pallars.
En el Diccionario geográfico ... de Pascual Madoz, de 1845, se habla de Puigxervé. Dice que:

está en la vertiente meridional de una colina, con clima frío y en lugar combatido por los vientos del norte. Tenía en ese momento seis 6 casas. El terreno es escabroso, de calidad media, y de secano. Hay robledales y encinares. Se producía trigo, cebada, manzanas, peras y bellotas. De ganado, hay ovejas, cabras, cerdos y vacas. De caza, conejos, perdices y liebres. Se contaban 16 vecinos (cabezas de familia) y 97 almas (habitantes).

Hacia el 1900, Ceferí Rocafort (op. cit.) Sitúa en Puigcerver 10 edificios y 26 habitantes. En 1970 había cinco habitantes, Puigcerver; en 1981, tenía seis, que pasaron a cinco otra vez en 2005. El pueblo llegó a estar del todo despoblado y abandonado, pero la presencia de jóvenes artesanos que se han establecido recientemente lo ha reavivado un poco.